# 孟海公
孟海公（？—621年），隋末曹州济阴人，隋末农民起义领袖之一。

## 生平
613年三月，孟海公在周桥（今定陶县田集乡）聚众起义。控制曹、戴二州，聚众至三万余人，孟海公初称「录事」，在大业十四年（618年）隋炀帝被杀后，孟海公自称「宋义王」。
620年11月，窦建德自河北率军渡过黄河南下，孟海公首當其衝，孟海公不敵戰敗後，因而归附了窦建德。窦建德留部将范愿守曹州，孟海公隨竇軍西进洛阳救援王世充，但因為士卒疲惫，屡战不利。窦建德又不听谋士凌敬提出的改道攻入关中，结果在成皋一战被李世民所領的唐軍擊敗，全军覆没，孟海公被俘，押解到长安，在621年時被李淵下令处死。
孟海公死後，占据曹州的從弟孟啖鬼以孟海公的儿子孟义为首领，在曹、戴二州起兵反唐，並打算聯絡占据郓州的蒋善合一同發難，可是蒋善合已決心降唐，因此反而聯合親信伏殺了孟啖鬼，孟海公餘部完全被唐朝平定。
菏泽市中部、定陶县东北部的孟海鎮即是因他而得名。

## 文艺中的形象
清朝小说《说唐》上孟海公有三个夫人：
- 大夫人馬賽飛
- 二夫人黑夫人
- 三夫人白夫人

后来黑夫人、白夫人嫁给了尉迟敬德。
京剧《雁荡山》讲述了孟海公率军大败隋朝雁翎关守将贺天龙的故事，该剧情节不见于正史和小说，纯属虚构。孟海公一角由武生应工。全剧无唱念，全屏舞蹈和武打表现情节。
- 2012年电视剧《隋唐英雄》：汪坚辛饰孟海公